# (4145) Maximova
(4145) Maximova es un asteroide perteneciente al cinturón de asteroides, descubierto el 29 de septiembre de 1981 por la astrónoma ucraniana Liudmila Zhuravliova desde el Observatorio Astrofísico de Crimea (República de Crimea).

## Designación y nombre
Designado provisionalmente como 1981 SJ7. Fue nombrado Maximova en honor a Yekaterina Maksímova bailarina soviética rusa.